# História ficcional de Superman
A história ficcional de Superman compreende a série de eventos que transcorrem a partir da história de origem do personagem - na qual ele é enviado por seus pais do fictício planeta Krypton para a Terra na iminência da destruição do primeiro - até a sua eventual morte, tal qual estes são relatadas na mídia de origem do personagem, as histórias em quadrinhos. Durante os mais de 70 anos em que vem sendo publicado, Superman tem sido caracterizado como um super-herói dono de habilidades extraordinárias, cuja presença no universo ficcional em que habita possui considerável impacto. Ao contrário de outros personagens, que costumam apresentar uma única continuidade em suas histórias, há pelo menos cinco versões distintas do personagem: a versão original do personagem, conforme estabelecido por seus criadores Jerry Siegel e Joe Shuster; as duas versões simultâneas apresentadas entre a década de 1960 e o ano de 1986; a versão estabelecido pelo escritor John Byrne a partir de 1986; e a atual, cuja publicação teve início em setembro de 2011.
As duas versões estabelecidas na década de 1960 são conhecidas como "Superman da Terra 1" e "Superman da Terra 2". A partir de 1986, com a conclusão da minissérie Crise nas Infinitas Terras, as histórias desses personagens foram removidas do cânone e um novo Superman foi estabelecido. Esta quarta versão do personagem teve sua história revisada em mais de uma oportunidade para incorporar elementos das versões anteriores e, ainda que o "Superman da Terra 2" tenha aparecido em histórias publicada na década de 2000, é a história da versão de 1986 que continuou sendo expandida até 2011, quando a DC Comics decidiu relançar todos o seu universo ficcional.

## O Superman "da Terra 1"
Em uma versão dos anos 60, Superman nasce em Krypton (na dimensão da Terra 1), sendo filho do cientista e líder Jor-El. Quando Kal-EL tinha aproximadamente 2 ou 3 anos, Jor-El descobriu que o planeta Krypton estava condenado a explodir, e chamou a atenção dos líderes de seu planeta, o Conselho da Ciência. Mas não acreditaram nele, e se negaram a advertir o perigo ao resto dos cidadãos de Krypton, proibindo-lhe de fazer o mesmo, para evitar que causasse pânico. Jor-El prometeu que nem ele nem sua esposa abandonariam Krypton, e decidiu usar o tempo que restava para salvar seu filho. Momentos antes da explosão do planeta, lançou Kal-El rumo a Terra, sabendo que a baixa gravidade da Terra, e seu Sol amarelo lhe dariam extraordinários poderes.
A nave de Kal-El aterrou num campo perto de Smallville, e foi descoberta por Jonathan e Martha Kent. Eles chamaram-no de Clark.
O bem que poderia realizar com seus poderes, e começou a treinar para usá-los com sabedoria. Aos oito anos adoptava a identidade de Superboy para combater o crime.  Com esta identidade, foi membro fundador da Legião de Super-Heróis.(Detalhe: as aventuras de Superboy foram introduzidas em 1949. No começo, estas aventuras não faziam parte da cronologia)
Nesta época também começou sua inimizade com Lex Luthor, que nesta versão também morava em Smallville. Em algum ponto de tempo, Superboy viajou no tempo e dimensão para a Terra 2 e ajudou o adolescente Superman da Terra 2 a lidar com seus poderes.
Depois do colegial, Clark mudou-se para Metrópolis para estudar na faculdade. Durante estes anos mudou o nome do super-herói para Superman. Depois da graduação como jornalista é contratado para repórter do Daily Planet. Lex Luthor, agora um cientista maligno adulto, o continuava a atasanar.
Esta, com certeza, foi a encarnação mais poderosa de Superman. Ele podia levantar montanhas, e algumas vezes até empurrar planetas. Podia viajar no tempo e outras dimensões. Alguns escritores até mesmo afirmavam que sua força era infinita, ao menos nos anos 60.
Em publicações de 1971, a Galaxy Broadcasting System e o seu presidente, Morgan Edge, compraram o Daily Planet, com Edge em seguida nomeando Clark Kent como chefe da estação de televisão de Metrópolis WGBS-TV.
O Superman da Terra 1 tem apenas 3 fraquezas.
- 1)Kryptonita. Seu sangue foi afectado pela alta carga negativa dos íons do núcleo de Krypton, que foi exactamente a radiação responsável pela destruição do planeta. Os fragmentos radioactivos do planeta, composto pelo mineral chamado kryptonita, foram lançados ao espaço pela explosão. Geralmente, aparece sob a forma de cristal verde, mas existem também variedades de outras cores, que tem propriedades diferentes.
- 2)O sol vermelho o faz ficar sem poderes.
- 3)Seus poderes não funcionam contra magia (ele não pode usar visão raio x para ver através dum muro feito com magia, nem sua invulnerabilidade funciona contra os raios de um mago).

Esta versão do Superman foi retirada em 1986 depois da alteração da continuidade causada pela mini-série Crise nas Terras Infinitas.

## O Superman "da Terra 2"
Este personagem também conhecido como Superman 1 ou Superman da Terra 2 (também chamada de Terra Paralela), teoricamente apareceu pela primeira vez na Action Comics 1, de 1938.  Notoriamente, o conceito de Terra 2 não era utilizado naquele tempo. Durante os anos 50, ocorreu de escritores lançarem novas versões dos heróis mais populares da Era de Ouro, que nos anos 50 estavam na obscuridade. Deste movimento, o Lanterna Verde não era mais Alan Scott, mas Hal Jordan, e The Flash não era mais Jay Garrick, mas Barry Allen. Assim foi também com outros heróis. Então, um belo dia, o escritor Julius Schwartz apresenta uma história em que o Flash Barry Allen encontrava o Flash Jay Garrick, mas este morava em outra dimensão. Então notoriamente, também outros heróis antigos, como o Átomo original e o Lanterna Verde Alan Scott habitavam esta outra dimensão, que foi batizada de Terra 2. Nossa própria Terra foi chamada de Terra 1, onde habitam a Liga da Justiça. Já que o Superman havia tido muitas histórias nos anos 40, se resolveu admitir, em Justice League of America 73 (anos 70), que havia uma duplicata dele na Terra 2, pois nada nas histórias da Era de Ouro implicavam dele ter viajado da Terra 1 para a Terra 2 a fim de ter tido tais aventuras.
Na história original da Era de Ouro, como também em Origens Secretas, o notável cientista Jor-L (alterado posteriormente para Jor-El) descobriu que seu planeta, Krypton, está prestes a explodir, e tenta inutilmente convencer os outros kryptonianos a se salvarem. Entretanto, ele planeja construir uma espaçonave para salvar seu filho, Kal-L (posteriormente seria chamado Kal-El). A nave é lançada e o planeta explode, com Kal-L chegando a Terra na época da Guerra fria, para defender o estilo de vida americano, tendo a sua aterragem sido assistida por um casal de fazendeiros que passava de carro, John e Mary Kent. O casal deixa a criança num orfanato, mas logo retorna para adotar a criança, chamando-a de Clark.
Clark cresce com uma infância simples na fazenda da família Kent, em Smallville, Kansas, aos poucos descobrindo que possui vários super-poderes, mas sem saber de sua origem Kryptoniana. Após a morte de seu pai, Clark decide usar seus poderes para benefício da humanidade, usando um uniforme feito por sua mãe e se mudando para Metropolis. Tenta emprego no Daily Star, mas depois deste lhe ter sido negado, decide provar suas habilidades como repórter, cobrindo a história de Evelyn Curry que tinha sido condenada à morte por um assassinato. Kent descobriu que esta mulher era inocente, tendo  Superman descoberto o verdadeiro culpado, logo salvando a vida de Evelyn; isto lhe deu fama nacional como Superman e ao entregar a história foi aceito como repórter no Daily Star. Os poderes do Superman aumentaram durante a década de 40 em relação a suas primeiras aparições, incluindo grandes incrementos na sua super força e ganhando a habilidade de voar [no começo, Superman podia dar apenas grandes saltos]. Em Superman (volume 1) #61, (1949) Superman finalmente descobre a existência de Krypton.
Durante os anos 40, Superman tornou-se membro honorário da Sociedade da Justiça, embora tenha participado apenas 2 vezes nas histórias da Era de Ouro original (All-Star Comics #8 e #36).
Clark Kent casou-se com Lois Lane (da Terra 2), a qual, durante a lua-de-mel, suspeitou que Clark Kent era Superman. Para o confirmar tentou cortar o seu cabelo. Quando a tesoura se partiu deu-se conta da verdadeira identidade de Clark.
Clark Kent tornou-se editor-chefe do Daily Planet ganhando o posto de George Taylor da Terra 2..
Durante a Crise nas Infinitas Terras, o Superman da Terra 2 converteu-se em um dos protagonistas, com  objetivo de evitar que o Antimonitor destruísse o Multiverso. Ele e muitos outros heróis viajaram ao início do tempo, onde a batalha provocou uma mudança na continuidade espaço-tempo-dimensional do Universo e, em vez de um multiverso, passou a existir apenas um Universo. Toda a história do Superman original nunca ocorreu neste novo Universo e a única razão pela qual ele sobreviveu foi porque se encontrava no início do tempo quando houve a mudança. Durante a batalha final contra o Antimonitor, o Superman ficou no Universo de Antimatéria de Qward para assegurar que o vilão morrera. Alexander Luthor Jr., o único sobrevivente de Terra 3, revelou que havia salvo a vida de Lois Lane da Terra 2, e sabendo que nunca poderiam regressar ao Universo Normal, os três, junto com o Superboy da Terra Prime, transportaram-se a outra dimensão onde poderiam passar tranquilamente o resto de suas vidas.